# Марк Клавдій Марцелл Езернін (консул 22 року до н. е.)
Марк Клавдій Марцелл Езернін (лат. Marcus Claudius Marcellus Aeserninus; 79 до н. е. — після 22 до н. е.) — політичний та військовий діяч Римської республіки і Римської імперії, консул 22 року до н. е.

## Життєпис
Походив з плебейського роду Клавдіїв. Син Марка Клавдія Марцелла Езерніна, контубернала у 90 році до н. е. 
У 48 році до н. е. Езернін став квестором Квінта Кассія у Дальній Іспанії. Після початку бунту в армії отримав від Гая Кассія Лонгіна доручення утримувати місто Кордуба (сучасна Кордова), але приєднався до повсталих. Після цього Марцелл заявив, що виступає проти Кассія, але не проти Гая Юлія Цезаря. Деякий час протистояв Кассію на березі Бетіса, потім біля Улії. Після прибуття до місця конфлікту Марка Емілія Лепіда, намісника Ближньої Іспанії, передав йому командування. Був покараний Цезарем за свої дії, але потім отримав прощення і знову піднесений.
Надалі Марк Марцелл Езернін підтримував Октавіана Августа й у 22 році до н. е. став консулом разом з Луцієм Аррунцієм. Після проходження каденції доля Езерінана невідома.

## Родина
- Марк Клавдій Марцелл Езернін, квіндецемвір у 23 — 10 роках до н. е.